# Heteroscodra
Heteroscodra là một chi nhện trong họ Theraphosidae.

## Các loài
Chi này gồm các loài:
- Heteroscodra crassipes Hirst, 1907
  - Heteroscodra crassipes latithorax Strand, 1920
- Heteroscodra maculata Pocock, 1899